# Arrondissement de Port-au-Prince
L’Arrondissement de Port-au-Prince est un arrondissement d'Haïti, subdivision du département de l'Ouest. Il a été créé autour de la ville Port-au-Prince, qui en est aujourd'hui son chef-lieu. Il était le plus peuplé des arrondissements d'Haïti avec une population de 2 509 939 habitants en 2009(constituée à plus de 90 % de la population de l'aire métropolitaine de la capitale), pour une superficie de 735,78 km2.
De tous les arrondissements haïtiens, celui de Port-au-Prince regroupe également le plus grand nombre de communes, soit 8 au total :

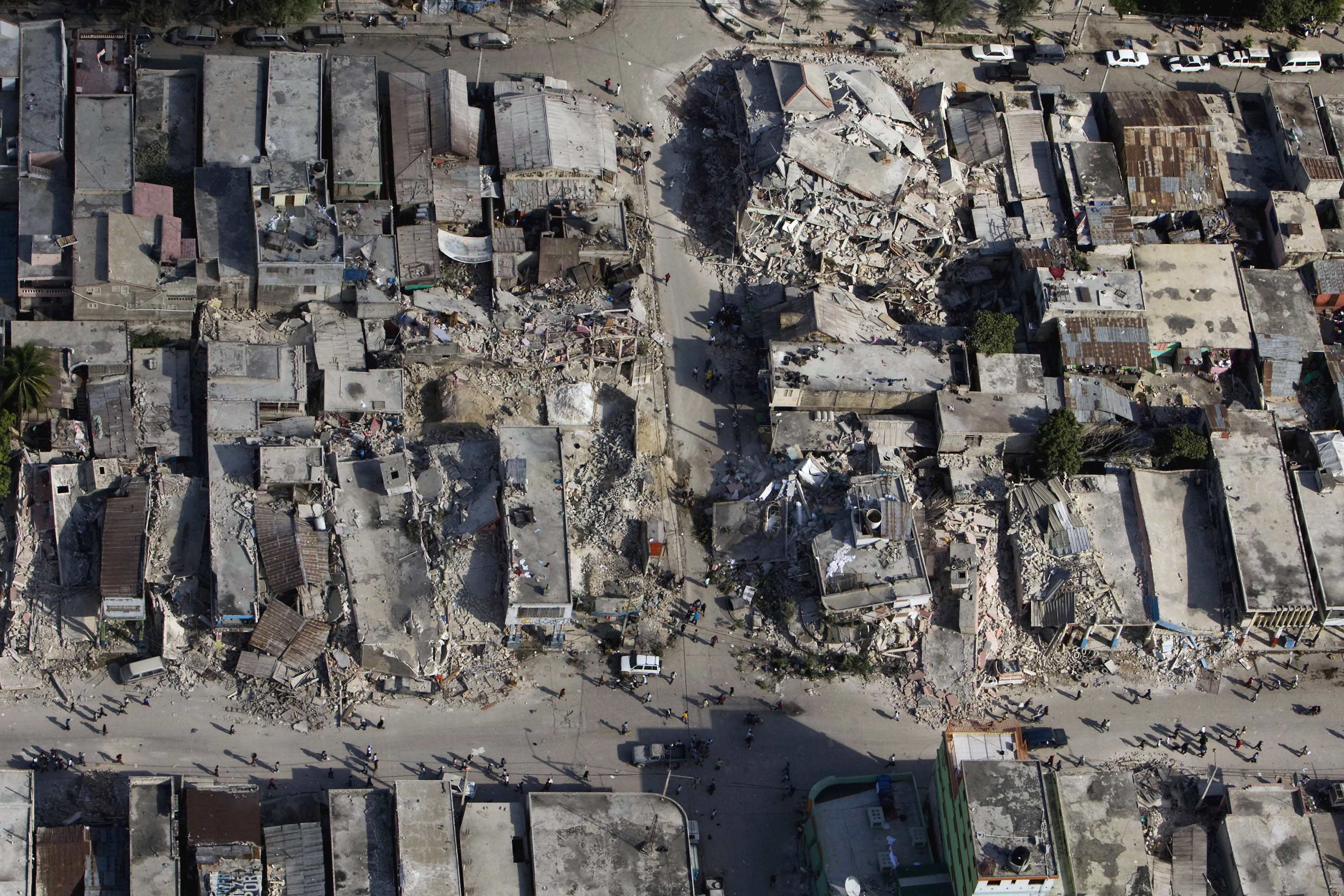
Centre-ville de Port-au-Prince après le séisme du 12 janvier 2010

- Port-au-Prince
- Carrefour
- Delmas
- Pétion-Ville
- Kenscoff
- Cité Soleil
- Gressier
- Tabarre